# عمارة مستدامة
العمارة المستدامة أو العمارة الخضراء هو مصطلح عام يصف تقنيات التصميم الواعي بيئيا في مجال الهندسة المعمارية. وهي عملية تصميم المباني بأسلوب يحترم البيئة مع الاخذ في الاعتبار تقليل استهلاك الطاقة والمواد والموارد مع تقليل تاثيرات الإنشاء والاستعمال على البيئة مع تنظيم الانسجام مع الطبيعة. تم تأطير العمارة المستدامة من جانب أكبر من خلال مناقشة القضايا الملحة اقتصاديا وسياسيا في عالمنا. على نطاق واسع، تسعى العمارة المستدامة إلى التقليل من الآثار البيئية السلبية في المباني من خلال تعزيز كفاءة استخدام المواد والطاقة والفضاء. ببساطة أكثر، فإن فكرة الاستدامة، أو التصميم البيئي، هو ضمان أن تكون نشاطاتنا وقراراتنا لا تمنع الفرص عن الأجيال المقبلة. ويمكن استخدام هذا المصطلح لوصف الطاقة في التصميم المبنية والواعية بيئيا. أي أن الاستدامة تعني عدم استنزاف الموارد الطبيعية لضمان دوامها واستمراريتها للأجيال القادمة. وعليه، فإن العمارة المستدامة تعني تصميم مباني تستهلك مياه وطاقة ومواد طبيعية أقل ما يمكن عن طريق إعادة معالجة مياه الصرف واستخدامها لري الحديقة واستخدام التقنيات الحديثة بحيث يتم أوتوماتيكيا توفير استهلاك الطاقة المستخدمة في المبني لأعمال التبريد والتكييف والإضاءة وكذلك استخدام مواد بناء ناتجة عن إعادة تدوير منتجات سابقة أو أن هذه المواد بذاتها يمكن إعادة تدويرها لاحقا عند انتهاء صلاحيتها بالمبني.

## كفاءة النظام الحراري، التبريدي والتهوية
طوّرت العديد من الإستراتيجيات العمرانية الإيجابية بمرور الوقت. تتضمن أمثلة لهذه الإستراتيجيات: ترتيب الحجرات أو تحجيم وتوجيه النوافذ في المبنى، والتوجه الواجهات والشوارع، أو النسبة بين ارتفاعات المبنى وأعراض الشارع لتخطيط حضاري

## تاريخ
ظهرت العمارة البيئية في الحضارات القديمة في صورة محاولة الإنسان للتأقلم والتعايش في بيئته. وتباينت صور هذا التأقلم من استخدام المواد المتاحة في البيئة المحلية في العمران مرورا بطرق استخدامها وانتهاء بالأساليب التي اتبعها للتعامل مع عناصر البيئة ومحدداتها من الأمطار والرياح والحرارة وضوء الشمس وغيرها.
ففي مصر نجد أن إنسان الحضارات المصرية القديمة استخدم المواد المحلية وهي الطوب اللبن والبردي والأخشاب في منظوماتهم المعمارية الخاصة مثل مساكن العمال في حين استخدموا الأحجار الطبيعية ونحتوا في الجبال منظوماتهم المعمارية المقدسة مثل المعابد.
وفي العمارة الإسلامية استخدمت العديد من المعالجات البيئية مثل استخدام الملاقف والقباب والأقبية والفراغات الداخلية وكذلك الأخشاب في المشربيات وغيرها.. وكل ذلك كان في إطار تأقلم الإنسان مع بيئته.
وكان هذا الاتجاه سائدا على مر العصور والأزمان، فلم يتجه الإنسان إلى تجاهل بيئته مطلقا، وإنما حاول بشتى الطرق التأقلم مع عناصرها. إلى أن قامت الثورة الصناعية.

## مبادئ العمارة المستدامة

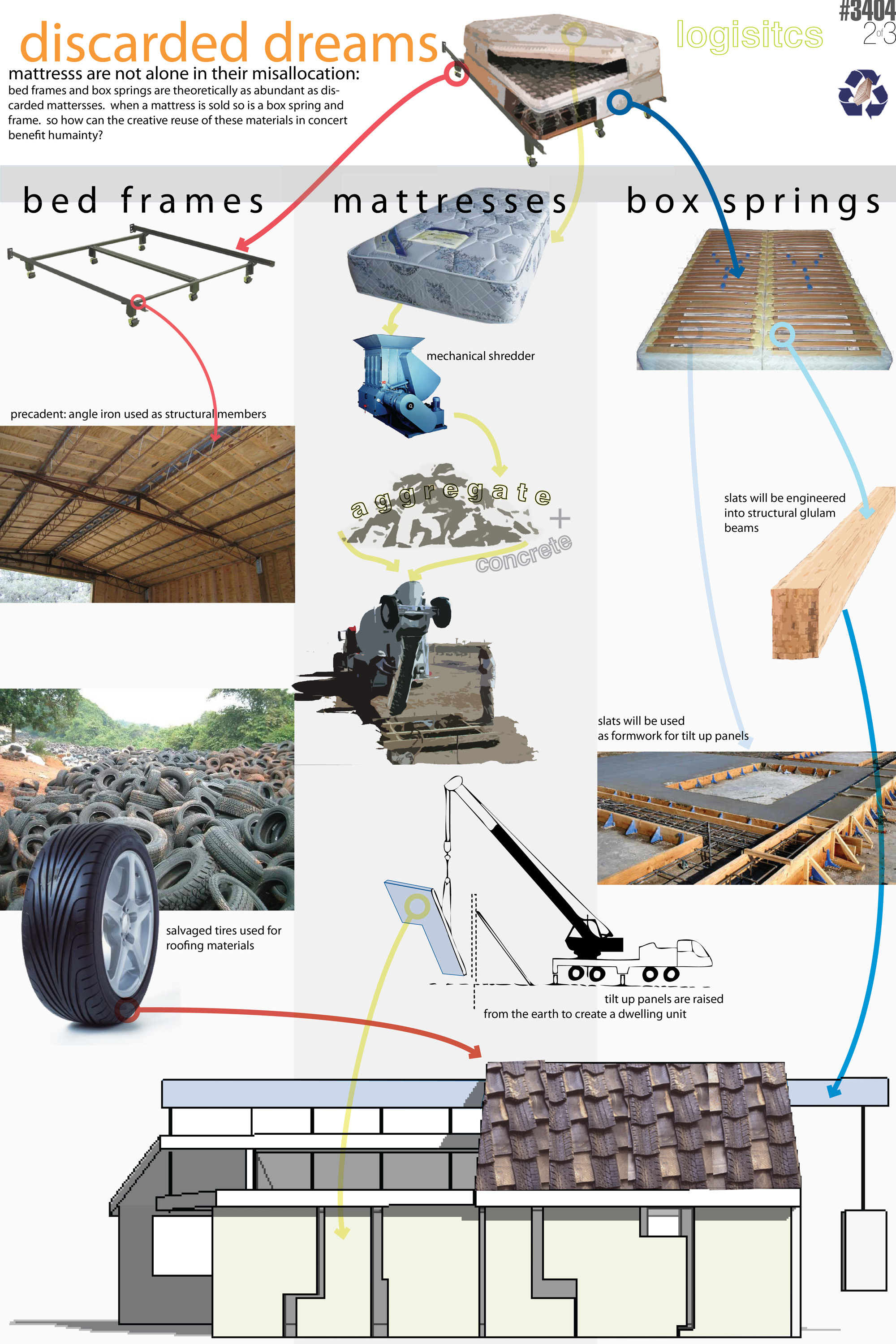
إعادة تدوير المواد في المبنى المستدام.

من أهم مبادئ العمارة الخضراء هو الحفاظ على الطاقة، فالمبني يجب أن يصمم ويشيد بأسلوب يتم فية تقليل الاحتياج للوقود الحفري والاعتماد بصورة أكبر علي الطاقات الطبيعية فالمجتمعات القديمة فهمت وحققت هذا المبدأ في أحيان كثيرة وان هذا الفكر متواجد منذ ان اختار الإنسان سكنى الكهوف المواجهة للجنوب لاستقيال الشمس بلا من الشمال وذلك في المناطق ذات الأجواء المعتدلة.
ان استخدام التصميمات التي تراعي البيئة مع استخدام التكنولوجيا المتاحة في أمريكا قد يخفض استخدام الطاقة بمقدار 70% في المباني السكنية و60% في المباني التجارية وذلك طبقا لتقرير المعمل القومي للطاقة المتجددة في كولورادو. وفي تقرير لقسم الطاقة في المملكة المتحدة عام 1988 اقترح بان يكون 50% من اعتماد المملكة في استهلاك الطاقة علي الموارد والطاقات المتجددة مثل الطاقة الشمسية والرياح والامواج والمساقط المائية والكتلة الحية، كما يمكن خفض استهلاك الكهرباء باستخدام الخلايا الشمسية الكهروضوئية والتي تنتج الكهرباء مباشرة من ضوء الشمس. ومع استخدام التكنولوجيا بجانب التوجة للإنتاج بالجملة انخفضت تكلفة الكهرباء الناتجة من الخلايا الشمسية بنسبة تصل الي أكثر من 90% منذ عام 1980 ومع استمرار انخفاض أسعار الخلايا الشمسية فان دمجها مباشرة في واجهة اة سقف المبني بدلا من لصق الواح شمسية منفصلة أصبح من الممكن تعميمة قريبا، فقد استطاعت شركة ألمانية (flachglas) من دمج الخلايا الشمسية في النوافذ الزجاجية نصف الشفافة والتي تمد المكان بالضوء المرشح أثناء توليدها للكهرباء.
كذلك بالنسبة للتكيف مع المناخ فقد حرص الإنسان علي ان يتضمن بنائه للمأوى عنصرين رئيسيين هما: الحماية من المناخ ومحاولة ايجاد جو داخلي ملائم لراحتة.
وأيضا بالنسبة للتقليل من استخدام الموارد الجديدة، حيث أن هذا المبدا يحث المصممين علي مراعاة التقليل من استخدام الموارد الجديدة في المباني التي يصممونها، كما يدعوهم الي تصميم المباني وانشائها بأسلوب يجعلها هي نفسها أو بعض عناصرها في نهاية العمر الافتراضي لهذة المباني مصدرا وموردا للمباني الاخري فقلة الموارد علي مستوي العالم لإنشاء مباني الأجيال القادمة خاصة مع الزيادات السكانية المتوقعة يدعو العاملين في مجال البناء والتشييد للاهتمام بتطبيق هذا المبدا باساليب وافكار مختلفة ومبتكرة في نفس الوقت.
وهناك طريقة هامة اخري للتقليل من استخدام الموارد والمواد الجديدة تتمثل في إعادة تدوير المواد والفضلات وبقايا المباني، فعلى سبيل المثال حظيت المباني المشيدة علي نظام ولاية نبراسكا بأمريكا والتي تصنع من بالات القش والمكبوس والمكسوة بالجص باهتمام العاملين في مجال البناء في أوائل التسعينات من القرن العشرين، فبالإضافة الي وفر القش (يحرق المزارعون في أمريكا 180 مليون طن من القش سنويا يكفي لبناء 5 ملايين منزل بالنظام السابق) فانة سهل الاستخدام وعازل من الطراز الأول للحرارة. وان استخدام الزجاجات الفارغة في البناء كبديل للطوب في بناء الحوائط ظهرت عام 1960 على يد الألماني الفريد هنكين وقد تم استخدام السيليكون كمادة لاصقة بين هذة الزجاجات وتم بناء منزل صيفي بهذا الأسلوب عام 1965.
وأخيرا، احترام الموقع، فالهدف الأساسي من هذا المبدأ ان يطأ المبني الأرض بشكل وأسلوب لا يعمل علي احداث تغيرات جوهرية في معالم الموقع، ومن وجهة نظر مثالية ونموذجية ان المبني إذا تم ازالتة أو تحريكة من موقعة فان الموقع يعود كسابق حالتة قبل أن يتم بناء المبني.

## معايير بيئية جديدة للبناء

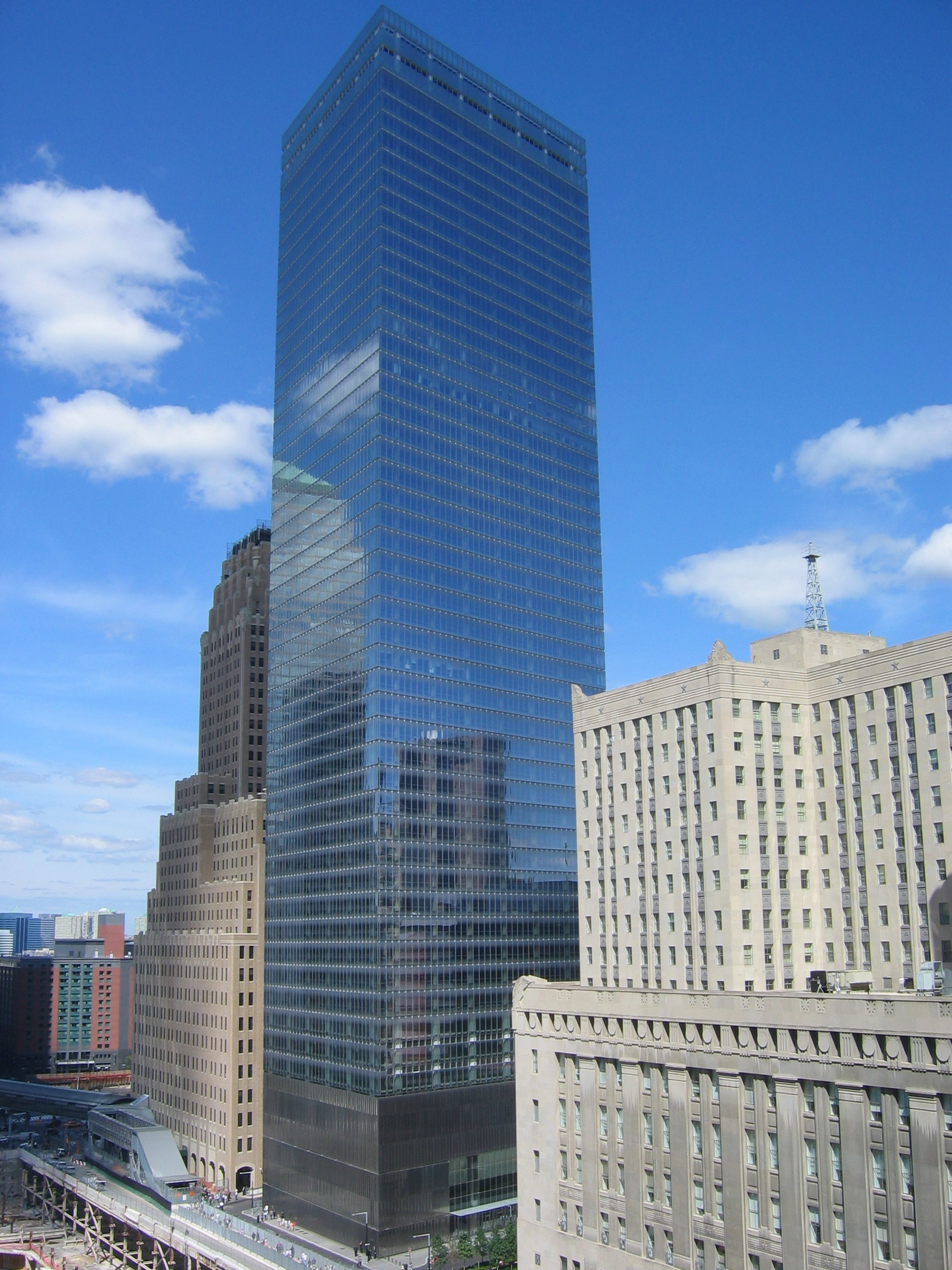
7 مبنى التجارة العالمي، نيويورك. أحد أشهر المباني الخضراء في المدينة.

حماس اليوم للعمارة الخضراء والمباني المستدامة له أصوله المرتبطة بأزمة الطاقة في السبعينات من القرن الفائت، فقد بدأ المعماريون آنذاك يفكرون ويتساءلون عن الحكمة من وجود مباني صندوقية محاطة بالزجاج والفولاذ وتتطلب تدفئة هائلة وأنظمة تبريد مكلفة، ومن هناك تعالت أصوات المعماريين المتحمسين الذين اقترحوا العمارة الأكثر كفاءة في استهلاك الطاقة ومنهم: وليام ماكدونو، بروس فول وروبرت فوكس من الولايات المتحدة، توماس هيرزوج من ألمانيا، ونورمان فوستر وريتشارد روجرز من بريطانيا. هؤلاء المعماريون أصحاب الفكر التقدمي بدأوا باستكشاف وبلورة التصاميم المعمارية التي ركزت على التأثير البيئي طويل المدى أثناء تشغيل وصيانة المباني، وكانوا ينظرون لما هو أبعد من هم «التكاليف الأولية» (Initial Costs) للبناء.
هذه النظرة ومنذ ذلك الحين تأصلت في بعض أنظمة تقييم المباني مثل معيار (BREEAM) الذي تم تطبيقه في بريطانيا في العام 1990 م. ومعايير نظام الطاقة والتصميم البيئي (LEED) في الولايات المتحدة الأمريكية وهي اختصار لـ (Leadership in Energy and Environmental Design)، وهذه المعيار الأخير تم تطويره بواسطة المجلس الأمريكي للبناء الأخضر (USGBC)، وتم البدء بتطبيقه في العام 2000 م. والآن يتم منح شهادة (LEED) للمشاريع المتميزة في تطبيقات العمارة المستدامة الخضراء في الولايات المتحدة الأمريكية. إن معايير (LEED) تهدف إلى إنتاج بيئة مشيدة أكثر خضرة، ومباني ذات أداء اقتصادي أفضل، وهذه المعايير التي يتم تزويد المعماريين والمهندسين والمطورين والمستثمرين بها تتكون من قائمة بسيطة من المعايير المستخدمة في الحكم على مدى التزام المبنى بالضوابط الخضراء، ووفقاً لهذه المعايير يتم منح نقاط للمبنى في جوانب مختلفة، فكفاءة استهلاك الطاقة في المبنى تمنح في حدود (17 نقطة)، وكفاءة استخدام المياه تمنح في حدود (5 نقاط)، في حين تصل نقاط جودة وسلامة البيئة الداخلية في المبنى إلى حدود (15 نقطة)، أما النقاط الإضافية فيمكن اكتسابها عند إضافة مزايا محددة للمبنى مثل: مولدات الطاقة المتجددة، أو أنظمة مراقبة غاز ثاني أكسيد الكربون.